# Hellekiste
Gravkister eller hellekister fra den yngre stenalder i Danmark er en egen art af stenalderens større fællesgrave, bestemte for gentagne gravlægninger. De tilhører udelukkende stenalderens sidste afsnit og findes over de samme områder som de ældre, "megalitiske" grave, dysser og jættestuer, nemlig øerne (Skåne), de østlige og nordlige dele af Jylland, sjældent andetsteds. Bedst kendte er de på Sjælland. Det er her aflange stenkister, i reglen med længderetning øst-vest, sædvanlig 2½-3 m lange, ⅔-¾ m brede og af lignende højde. De er bygget af anselige sidesten, med flade stenheller til dække; mellemrum er ofte dækkede med klining af ler, og det hele skærmes af en jordhøj. De kan være anlagt på jordfladen eller lidt nedsænket i undergrunden, i reglen som centralanlæg, sjældnere i ældre høje. Sædvanlig ses det, at østenden har været den lettest tilgængelige adgang, hvorigennem ny gravlægninger foregik. Der er fundet dele af indtil 15-16 individer i én gravkiste, oftest færre eller helt få. Kun det sidst nedlagte individs skelet ligger i orden; de tidligere er mere eller mindre forstyrrede ved de følgende, ofte voldelig skudte tilbage mod vest. De ledsagende oldsager er oftest fåtallige; der forekommer dolke og pilespidser af flint, samt simple lerkar, sjælden smykker: af skifer, hunde- eller svinetænder, perlemorsperler.
I Jylland (og Skåne) synes gravkister at spænde over en længere periode. En ældre type er bredere, vender mest i nord-syd og har en gang eller et forrum af nær samme bredde som kamret, fra hvilket det skilles ved tærskel, lodrette sten eller lignende. En senere type ligner de sjællandske. Skønt skeletdelene næsten altid er helt opløste, tyder nogle af de jyske fund på lige så stærk benyttelse som de sjællandske. Samtidig med, at der byggedes gravkister, er man i mange tilfælde vedblevet med at benytte de ældre gravformer.